# Aterm
aterm – emulator terminala z menedżera okien AfterStep. Wzorowany na rxvt w wersji 2.4.8; aterm jest kolorowym emulatorem VT100, który obsługuje pseudoprzezroczystość.